# Pantomimeteatret
Pantomimeteatret är en friluftsteater på Tivoli i Köpenhamn. Den förklarades som byggnadsminne år 1979.
Teatern byggdes år 1874 som ersättning för en enkel teaterlada från 1843. Den ritades av arkitekterna Vilhelm Dahlerup och Ove Petersen i kinesisk stil och är känd för sin ridå som påminner om en påfågelstjärt och öppnas som en solfjäder. Arkitekterna hade aldrig besökt Kina men lät sig inspireras av bilder som en ingenjör, som hade arbetat i fjärran Östern, hade tagit med sig hem. Resultatet blev en färgsprakande kinesisk paviljong  med gröna paddor som avslutning på stuprören.
Fasaden är dekorerad med sniderier och över scenen finns ett pagodliknande tak. De två tornen har dubbla pagodtak, som liksom taket över scenen, är förgyllda. Delar av den ursprungliga inredningen har bevarats.
Sommartid spelas pantomimer med figurerna Harlekin, Colombina, Kassander och Pierrot från commedia dell'arte och ibland även baletter på teatern. Sexton pjäser från 1850-talet har bevarats. 
Under 2000-talet har drottning Margrethe II, tillsammans med koreografen Dinna Bjørn och tonsättaren James Price, skapat flera familjeballetter med inspiration från H.C. Andersens sagor som uppförts på teatern. Föreställningarna varar högst en halvtimme.
Pantomimeteatret är Tivolis äldsta byggnad och mekaniken är handdriven. Det behövs tre personer för att öppna påfågelridån och ytterligare två för att flytta undan två gyllene portaler på scenen innan föreställningen börjar. Med sina omkring 270 föreställningar om året är den en av Danmarks mest besökta teatrar.